# Fulton Street Transit Center
Fulton Street Transit Center es un proyecto de 1400 millones de dólares por la Autoridad Metropolitana del Transporte (MTA), agencia pública del estado de Nueva York. El plan incluye la rehabilitación de estaciones, nuevos pasadizos subterráneos, y nuevas entradas construidas en la intersección de la Calle Fulton y Broadway en Nueva York, encima de varias estaciones existentes.

## Construcción
El proyecto tiene por objeto mejorar el acceso y las conexiones entre las 12 servicios del metro con paradas en la Calle Fulton de Manhattan, el servicio del PATH y la  estación World Trade Center en el Bajo Manhattan. El financiamiento para la construcción del proyecto, que comenzó en 2005, se congeló hace varios años, ya que no se tenía un plan aprobado final y ningún calendario para que se ejecutase. Sin embargo, los planes para el proyecto, fueron reavivados por la Ley de Reinversión y Recuperación de Estados Unidos de 2009, y se esperó que el proyecto fue obtenida el 10 de noviembre de 2014.

## Estaciones
Fulton Street Transit Center se conectará con un total de seis estaciones de metro, proveyendo un total de trece servicios:
- Calle Fulton en la línea de la Séptima Avenida–Broadway
- Calle Fulton en la línea de la Avenida Lexington
- Broadway–Calle Nassau en la línea de la Octava Avenida
- World Trade Center en la línea de la Octava Avenida
- Calle Fulton en la línea de la Calle Nassau
- Calle Cortlandt en la línea Broadway